# برونز چپل (ویرجینیای غربی)
برونز چپل (به انگلیسی: Browns Chapel) یک منطقهٔ مسکونی در ایالات متحده آمریکا است که در شهرستان مونونگالیا، ویرجینیای غربی واقع شده‌است. برونز چپل ۵۹۷٫۱۱ متر بالاتر از سطح دریا واقع شده‌است.